# Syntrichia rubella
Syntrichia rubella là một loài Rêu trong họ Pottiaceae. Loài này được (Hook. & Wilson) R.H. Zander miêu tả khoa học đầu tiên năm 1993.